# Unforgettable (álbum de Joe Pass)
Inolvidable es un álbum de Joe Pass, guitarrista de jazz de los Estados Unidos, publicado póstumamente en 1998.

## Lista de pistas
1. "My Romance" (Lorenz Hart, Richard Rodgers) – 3:55
2. "The Very Thought Of You" (Ray Noble) – 4:10
3. "I Cover The Waterfront" (Johnny Green, Edward Heyman) – 4:13
4. "Isn't it Romantic" (Hart, Rodgers) – 3:08
5. "Walkin' My Baby Back Home" (Fred E. Ahlert, Roy Turk) – 2:39
6. "Autumn Leaves" (Joseph Kosma, Johnny Mercer, Jacques Prévert) – 2:29
7. "'Round Midnight" (Bernie Hanighen, Thelonious Monk, Cootie Williams) – 5:15
8. "I Should Care" (Sammy Cahn, Axel Stordahl, Paul Weston) – 3:27
9. "Unforgettable" (Irving Gordon) – 2:14
10. "Don't Worry 'bout Me" (Rube Bloom, Ted Koehler) – 4:06
11. "Spring Is Here" (Hart, Rodgers) – 3:22
12. "Moonlight In Vermont" (John Blackburn, Karl Suessdorf) – 3:26
13. "April In Paris" (Vernon Duke, E. Y. Harburg) – 3:35
14. "Stardust" (Hoagy Carmichael, Mitchell Parish) – 3:25
15. "You'll Never Know" (Mack Gordon, Harry Warren) – 2:37
16. "After You've Gone" (Henry Creamer, Turner Layton) – 2:30
17. "I Can't Believe You're In Love With Me" (Gaskill, McHugh) – 2:54